# 두미트루 프르불레스쿠
두미트루 프르불레스쿠(루마니아어: Dumitru Pârvulescu, 1933년 6월 14일~2007년 4월 9일)는 루마니아의 레슬링 선수, 지도자이다. 1952년, 1956년, 1960년, 1964년 하계 올림픽에 참가하였으며 1960년 대회에서 그레코로만형 헤비급 금메달을, 1964년 대회에서 동메달을 획득했다. 